# Burg Oberdigisheim
Die Burg Oberdigisheim ist eine abgegangene Wasserburg im westlichen Bereich von Oberdigisheim, einem heutigen Stadtteil von Meßstetten im Zollernalbkreis in Baden-Württemberg.

## Geschichte
Die Burg befand sich im Westen von Oberdigisheim im Flurbereich „Unter der Burg“, auf den heutigen Grundstücken Breitenstraße 8 bis 10. Eine weitere Burg könnte sich bei der Straße nach Tieringen im Flurbereich „Steinstal“ befunden haben.
In Digisheim war 768 ein Amalbert begütert. Er schenkte dem Kloster St. Gallen Grundstücke, sein (festes) Haus in Digisheim und acht Hörigen (etwa 20 Personen) Walther, Lallo, Panzo, Zutto, Anno, Nuno, Tuto und Utriho.
Der Gesamtumfang des Gräberfeldes im Gewann Hochlände (Fst. I) lässt sich anhand der Entfernung der einzelnen Fundplätze voneinander auf etwa 100 bis 150 Gräber abschätzen. Auf Grund des Belegungszeitraumes von rund 100 Jahren wird die zugehörige Siedlung somit aus 3–5 Gehöften bestanden haben. Demzufolge handelt es sich bei der Fundstelle um das Ortsgräberfeld des merowingerzeitlichen (Ober-)Digisheim. Dies bezeugen dann auch sowohl die naturräumliche Lage des Bestattungsplatzes selbst an einem steileren Nordhang als auch die idealtypische Lagebeziehung zum alten Ortskern, welcher etwa 100 m entfernt und unterhalb des Gräberfeldes liegt; und nur dort, auf einem Schwemmkegel und leicht erhöht über der anmoorigen Talaue, kann auf Grund der naturräumlichen Gliederung die zugehörige Siedlungsstelle gelegen haben. Im frühen 7. Jahrhundert entstand demnach im Weichbild des heutigen Ortes eine erste Siedlung mit 3–5 Gehöften bzw. 30–50 Einwohnern. Für die Gründung des Ortes mag neben dem siedlungsgünstigen Platz in einer Talweitung und -gabelung auch
die Lage an der Bäratalstraße Fridingen – Nusplingen – Tieringen – Balingen ausschlaggebend gewesen sein.
Die Burg, erstmals 1141 erwähnt, wurde von den aus drei verschiedenen Familien stammenden Niederadeligen Herren von Digisheim, die seit dem 12. Jahrhundert in Oberdigisheim und im 14. bis 15. Jahrhundert besonders auch in der Ortenau häufig erwähnt werden, erbaut. Berthold und Konrad von Digisheim wirken 1312 als Laienbrüder im Kloster Wald, ihre Schwester Mechthild bis 1329 als Äbtissin. Auch Burkadt von Hossingen.
Die Laienbrüder durchliefen ein einjähriges Oviziat im Nonnenkloster, dem anfänglich eine sechsmonatige Probezeit in weltlichen Kleidern vorangestellt war, und legten anschließend im Nonnenkapitel der Äbtissin das Gehorsamsversprechen bis zum Tod ab, indem sie die Hände auf das Regelbuch legten, welches die Äbtissin auf ihren Knien hielt. Durch diese Profeß waren sie an das Frauenkloster gebunden. Laut Ordensvorschriften hatten sie den im Zisterzienserorden allgemein üblichen Konversenhabit zu tragen und in einem eigenen, abgetrennten
Bereich in dem westlich an die Kirche angelehnten Gebäudeflügel zu wohnen. Im 14. und 15. Jahrhundert gehörten die Herren von Digisheim dem Patriziat der Reichsstadt Rottweil an. 1360 besitzen die Grüninger genannten Herren von Digisheim (von Winzeln) einen Lehnhof in Warmtal. Im 14. Jahrhundert wurde die Burg aufgegeben.
Von der ehemaligen Burganlage sind noch Grabenreste erhalten, sie bildeten ein Rechteck mit den Maßen von 36 mal 24 Meter. Die südöstliche Schmalseite grenzte an den Kohlstattbrunnenbach, der Graben war mit Wasser gefüllt. Das Gelände Breitenstraße 10 ist nicht überbaut, der Graben wurde bei Wasserbauarbeiten größtenteils zugeschüttet.

### Besatzung durch wehrpflichtige Bürger
Laut der Musterungsliste ab dem Jahre 1521 obliegt der Burgbesatzung auch die Sicherung der verhakten Straße im Eschental. Weitere Sperrwerke im Meßstetter Gebiet befinden sich beim Bschorner Weg (Truppenübungsplatz beim Kählesbühl), Tobelsteige (nach Laufen), Rottweiler Weg (Lochenpass beim Wanderparkplatz) und Weiher Burtel Burg Hossingen. Die Namen der Soldaten sind überliefert: Stefan Clesle (auch Klöslin), Hans Roller (Nebenform Röllin), Hans Schweitzer, Marx, Fridolin Hainis, Heinz Stengel, Vogelhans, Konrad Großbayer, Baltasar Maier, Benedict Schneider Conrad Schneider Langhans, Ludin Stengel, Collin Dreher, Jörg Ibis, Michael Frieß.
Ein Michael Frieß wird durch Verbrennung 1584 hingerichtet in Rottweil. Der Schmied soll am Lamenberg bei Fietzen gearbeitet haben. Person und Ort konnte bis heute nicht zugeordnet werden. Der Rat der Stadt Rottweil hat am 15. April 2015 einen Beschluss zur sozialethisch-moralischen Rehabilitierung der Opfer der Hexenprozesse gefasst. Nach der Teilnahme am Bauernkrieg von 1525 wird dem im Balinger Turm inhaftierten Heinz Stengel (Nebenform Senglin) das Tragen der Wehr verboten. Nur ein Brotmesser mit abgebrochener Spitze war ihnen erlaubt. In der letzten erhaltenen Musterungsliste von 1603 stellt Digisheim sechs Musketenschützen, 35 einfache Schützen, 9 Doppelsöllner (Rüstung), 19 einfache Knechte und einen Fuhrmann mit zwei Raismönchen (kastrierte Zugtiere). Die Soldaten sind an Sonn- und Feiertagen verpflichtet auf Schießständen in Meßstetten und Tieringen zu üben.

### Produktion von Waffen und Schießpulver in Meßstetten
Den Salpeter für das Schießpulver stellten Salpetersieder wie der aus Tailfingen stammende Johannes Ammann und Johannes Schempp (Salzsieders Sohn, Kurzform örtlicher Dialekt Salvaiter) in einer Salpeterhütte in Meßstetten her.
Die Meßstetter Handwerksmeister konnten vor Ort hochwertigen Stahl erzeugen, schmieden, aufkohlen, härten und schleifen.

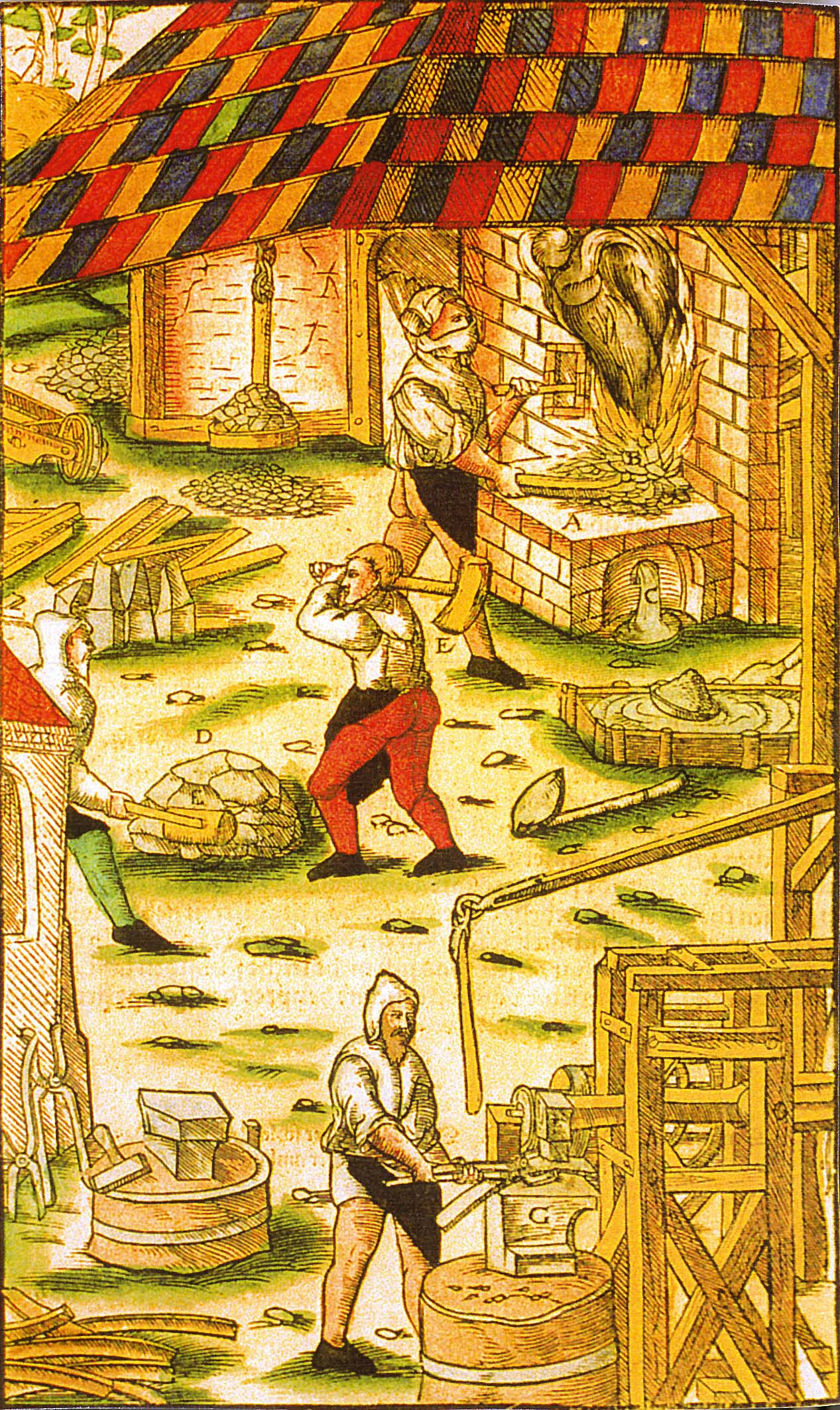
Schmiede im Mittelalter

 Die Hüttenwerke lieferten damals keine Walzprodukte mit der bestellten Reinheit, entsprechenden Legierungselemente und dem richtigen Kohlenstoffgehalt wie wir sie heute kennen zur Schmiede der Burg Oberdigisheim. Die Bohnerzmasseln wurden vor Ort entkohlt und ausgeschmiedet. Für die eigentliche Schneide wurde bei Äxten, Schwertern Messer und Sensen ein sehr dünnes Stück eines aus manganhaltigen Erzen  erschmolzenen Stahles verwendet. Untersuchungen zeigen, dass dieser manganhaltigen Erze in Neuenbürg im Schwarzwald abgebaut und verhüttet wurde. Anschließend wird in einem Schweißprozess aus mehreren Lagen unterschiedlicher Qualitäten Messerstahl im Schmiedefeuer hergestellt. Für eine Axt wurde die dünne manganhaltige Seele in ein U aus Bohnerzstahl eingestählt. Ein weiteres U wurde für die Stihlöse aus weichem Stahl mit Abstand feuerverschweißt. Bei den Schwertern wird traditionell eine Schneidleiste feuerverschweißt. Erst jetzt kann wie heute noch üblich in Form geschmiedet werden. Dann werden die Werkzeuge und Waffen wahrscheinlich an der Schneide in Knochenpulver aufgekohlt, gehärtet, eingestielt und geschliffen. Der Herstellungsprozess galt als Berufsgeheimnis der Meister. Wörter aus den Sprachen Romani und Pleißne schützten die Geheimnisse zusätzlich. Das Pleißne ist ein Soziolekt im Zollernalbkreis und gehört zu den Dialekten des Rotwelschen. Pleißne hat den Wortschatz der örtlichen Umgangssprache geprägt. Selbst der Landesherr kannte die Einzelheiten nicht und versucht als nicht Eingeweihter minderwertige Erze aus Freudenstadt einzusetzen. Schmuggler wurden beauftragt, die benötigten Rohstoffe in den gewünschten Qualitäten zu beschaffen. Erst mit modernen Analyse- und Ätzverfahren konnten die Geheimnisse weitgehend erforscht werden. 1698 wird knapp eine Tonne Stahlmasseln auf der Reichsstraße über Kolbingen geschmuggelt. Die zugewiesenen Hüttenwerke in St. Christophstal bei Freudenstadt konnten die unerwünschten Eisenbegleiter nur unzureichend frischen. Dieser Stahl war gegenüber dem Bohnerz-Stahl weicher. Dieses Eisen sei zu sprizig und tauge auf den steinigen und felsigen Steigen nicht. Ferdinand von Steinbeis, nach dem in Meßstetten eine Straße benannt ist, gelang es, den Hochofenprozess in Ludwigsthal zu optimieren. Der Stahlschmuggel versorgt die Schmiede in Oberdigisheim mit hochwertigem Stahl. Ebingen kaufte 1538 50 Spieße für die Verteidigung der Stadt in Meßstetten. Das Blei für die Kugeln stammt aus Oberkirch.

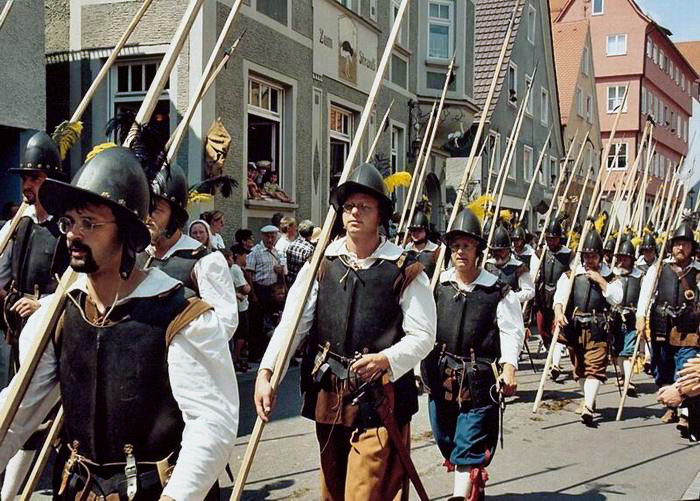
Pikeniere mit Spießen, wie in Oberdigisheim gefertigt (Reenactment)

Die Arbeiter wohnten in der hiesigen Gegend in stadtähnlich aneinandergereihten bescheidenen Seldnerhäusern mit Ettertor auf kleinen zugeteilten Ödlandparzellen. In Frommern Granitz genannt. Später erweiterte Seldnerhäuser konnten im Bereich der Widumstraße in Oberdigisheim erhalten werden.

## Wissenschaftliche Ausgrabungen
1968 fanden Vermessungsarbeiten statt. Ab 2008 wurden die Messungen mit wesentlich höherer Genauigkeit von einem Team um den Meßstetter Burgenforscher Franz Josef Häring wiederholt und digitalisiert. Eine 3D-CAD-Simulation von der Wasserburg mitsamt der heutigen Bebauung im Hintergrund wurde erstellt. Forschungsarbeiten in Archiven wurden 2017 von der Stadt Meßstetten an der Tübinger Uni in Auftrag gegeben.

## Kirchliche Mittelpunkte
Eine bedeutende Kirche ist in jener Zeit St. Lamprecht in Meßstetten. Drei Altäre „Unser Frauen Altar“, „St. Katharinen Altar“ und „St. Michaels Altar“ verfügen über umfangreichen Pfründen. Vier Messpriester, der Pfarrer und die Kapläne bilden den Stift. Die St Lamprechtskirche in Meßstetten wird von Tierbergern unterstützt.
1360 wird von Tierbergern eine Jahrzeit in St. Lamprecht gestiftet. Gräber von Tierbergern befinden sich in der Kirche St. Lamprecht. Seit 1275 gibt es in Oberdigisheim eine eigene Kirche. Melchior von Tierberg und Eberhard Rieberer, Kirchherrn zu Oberdigisheim lösen 1486 mit Buck von Egk von Unterdigisheim ein Problem um den Zehnten.

## Bergbau
Beim Weiler Michelfeld wurde in einem Altarm der Urdonau Sand gewonnen. Christian Kiesinger (1876–1969) Vater von Kurt Georg Kiesinger stellte daraus mit Lehm vermischt Ziegel her. In Gruben wurde Bohnerz gefördert. Von rogenförmigen Thoneisensteinen wird berichtet, von welchen sich im Heuberg ein Flöz von 1 – 2 Schuh Mächtigkeit befunden hat.